# Sacerdotii nostri primordia
Sacerdotii nostri primordia ("Desde o início do nosso sacerdócio") foi a segunda encíclica do Papa João XXIII, publicada em 1 de agosto de 1959. Comemorou o 100º aniversário da morte de São João Maria Vianney, o padroeiro dos sacerdotes.